# Werner Haupt (Tischtennisspieler)
Werner Haupt (* 9. Juni 1934 in Frankfurt am Main; † 17. Juni 1999) war ein deutscher Tischtennisnationalspieler und -funktionär. Zudem war er beruflich im Motorradsport engagiert.

## Aktiver
Haupt war Linkshänder. Er spielte beim Verein Eintracht Frankfurt, mit dem er 1957 deutscher Vizemeister wurde. Im Deutschlandpokal siegte er 1953 mit der hessischen Mannschaft. 1956 wurde er zweimal bei Länderspielen eingesetzt. Im Februar gelang ihm in Koblenz gegen Italien ein Sieg, allerdings verlor er auch ein Spiel. Im April blieb er in Lüneburg gegen Belgien unbesiegt. Bei der Weltmeisterschaft 1959 in Dortmund trat er in den Individualwettbewerben an, kam jedoch nicht in die Nähe von Medaillenrängen.

## Funktionär
Nach dem Ende seiner aktiven Laufbahn übernahm Haupt Betreuer- und Funktionärstätigkeiten. So betreute er die deutsche Herrenmannschaft bei der WM 1969, wo diese Vizeweltmeister wurde. Von 1965 bis 1975 arbeitete er ehrenamtlich im Vorstand des Deutschen Tischtennis-Bundes DTTB, zunächst als Beisitzer im Sportausschuss, ab 1971 als Sportwart. Im Hessischen Tischtennis-Verband HTTV fungierte er ab 1976 als stellvertretender Vorsitzender, von 1978 bis 1979 als Erster Vorsitzender.
Haupt hatte eine Ausbildung zum Verlagskaufmann. Seinen Lebensunterhalt verdiente er von 1976 bis 1998 als Geschäftsführer der Obersten Motorradsport-Kommission Deutschlands. Daneben war er ehrenamtlich von 1984 bis 1998 Präsident der Finanzkommission des Motorradweltverbandes. Im März 1999 wurde er Vizepräsident und Schatzmeister im Deutschen Motorsport Verband.
Am 17. Juni 1999 brach Werner Haupt bei einem Tennisspiel zusammen und verstarb. Er war verheiratet, hatte eine Tochter und einen Sohn.

## Turnierergebnisse
| Verband | Veranstaltung     | Jahr | Ort      | Land | Einzel     | Doppel     | Mixed      | Team |
| ------- | ----------------- | ---- | -------- | ---- | ---------- | ---------- | ---------- | ---- |
| FRG     | Weltmeisterschaft | 1959 | Dortmund | FRG  | letzte 128 | letzte 128 | letzte 128 |      |